# فود إنك (فلم)
فود إنك (بالإنجليزية: Food, Inc.) هو فيلم وثائقي تم إنتاجه في الولايات المتحدة وصدر في سنة 2008. الفيلم من إخراج روبرت كينر وكتابة روبرت كينر. من بطولة روبرت كينر.

## القصة
يتحدث الفيلم عن الشركات الكبرى المسيطرة على سوق الطعام في الولايات المتحدة ويظهر الفساد المتغلغل والطعام الفاسد وطريقة الذبح السيئة واضطهاد الحيوانات وكيفية السيطرة على السوق وجني الأرباح الباهظة، حتى أنه دخل أحد المصانع بكاميرا مخفية.

### ترشيحات وجوائز
| السنة | الحدث                            | الفئة            | النتيجة |
| ----- | -------------------------------- | ---------------- | ------- |
| 2010  | جائزة الأوسكار لأفضل فيلم وثائقي | أفضل فيلم وثائقي | ترشـيـح |

## الميزانية والإيرادات
بلغت تكلفة إنتاج الفيلم حوالي مليون دولار بينما حقق إيرادات تقدر بـ 4606199 دولار.

## ردود الفعل
أرسل المنتجون دعوة لحضور الفيلم للشركات التي تكلم عنها الفيلم ولكنهم رفضو الحضور.
و أثر الفيلم على مبيعات وأسهم بعض الشركات التي تحدث عنها، حتى انه سبب باستقالة أو طرد بعض الموظفين.

## وصلات خارجية
- مقالات تستعمل روابط فنية بلا صلة مع ويكي بيانات